# Французько-іспанські відносини
Франція та Іспанія межують один з одним довгим кордоном через Піренеї. Будучи двома найпотужнішими королівствами ранньої сучасної епохи, Франція та Іспанія вели війни 24 роки (франко-іспанська війна) до підписання Піренейського договору в 1659 році. Договір був підписаний на острові Фазан між двома країнами, який відтоді кондомініумом, змінюючи свої вірності кожні пів року.
Обидві країни є країнами-членами Європейського Союзу (і обидві країни використовують Євро як валюту) і є членами Ради Європи, Латинського Союзу, ОЕСР, НАТО та Організації Об'єднаних Націй.

## Історія

### Середньовічний

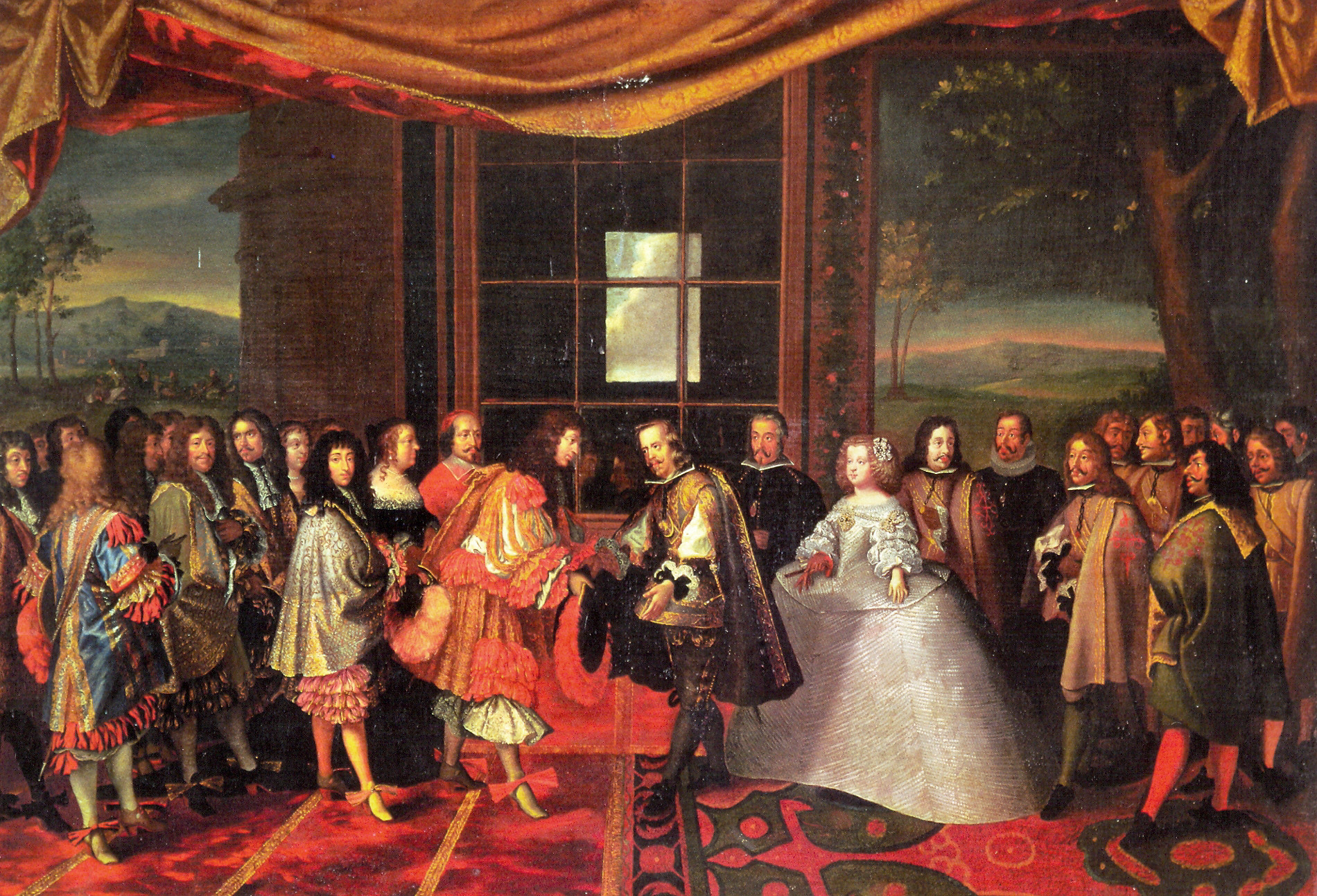
Людовик XIV Франції та Філіп IV Іспанський підписали Піренейський договір у 1659 році, що закінчило 24-річну франко-іспанську війну.

Вся материкова частина Галії і Іспанії були володіннями Римської імперії.
Хоча термін «Іспанія» може бути неправильним, коли він позначає відносини Франція — Іспанія до союзу Корони Кастилії та Корони Арагону в 1476 році, завжди існували важливі відносини між тим, що зараз є Францією та Іспанією.
Однією з важливих особливостей цих ранніх відносин було те, що граф Іспанської марки та Наварри бився пліч-о-пліч із франками-королями (за часів династії Каролінгів), щоб захистити Європу від мусульманського царства Аль-Андалус . Барселона була повітом Франкської імперії, під захистом Франка Імператора.
Ця васальність Іспанскої Марки та Наварри до Франкської імперії залишалася дієвою до 985 року. У той момент, оскільки його армії були мобілізовані до Вердуму, графство Лотарі та його візантійські союзники не допомагали Наваррі та Іспанській Марці в захисті проти Халіфа, маючи на увазі, що вони не змогли захистити Барселону від арабів. Альманзор не залишався в містах (перший штурм розпочався 6 липня 985 р., Відкликав свої війська 23 липня), але, мабуть, це вторгнення було першим кроком процесу незалежності Барселонського графства від королівства Франції, і віщує, що стане Арагонським королівством. Незважаючи на Францію та інтегруючись у Корону Арагону, Барселона юридично залишалася графством Франції, а король Франції зберігав де-юре право голосувати в судах Барселону в наступні століття. Ця ситуація породила численні територіальні конфлікти між двома королівствами щоб контролювати те, що зараз знаходиться на півдні Франції та на півночі Іспанії (підтримка Арагона графу Тулузі, смерть в Перпіньяні Філіппа III Франції, одруженого з Ізабелою Арагонською і хрестові походи Альбігойців є одними з найвідоміших прикладів) і відіграли значну політичну роль у початку каталонського заколоту, який закінчився Піренейським договором.

### XVII століття

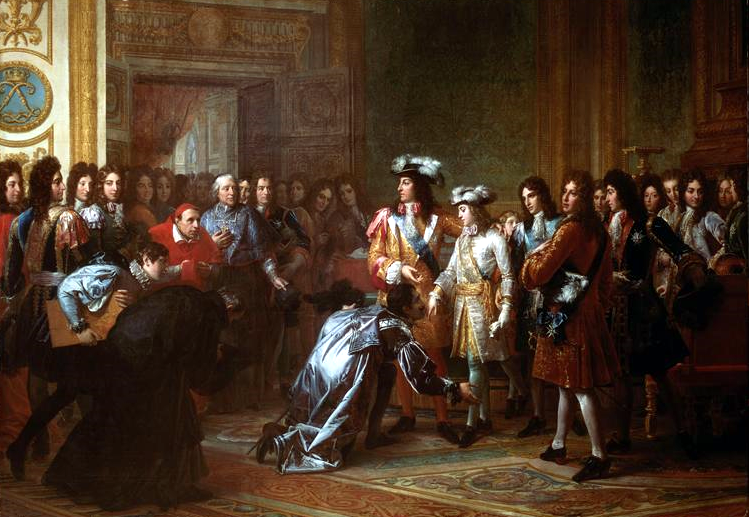
Філіп Анжуйський проголошений Філіпом V Іспанського 16 листопада 1700 року у Версалі.

Франко-іспанська війна спалахнула у 1635 році, коли французький король Людовик XIII відчув загрозу, що все його королівство межує з територіями Габсбургів, включаючи Іспанію. У 1659 р. Піренейський договір закінчив війну і передав у володіння іспанськими графствами Каталонія Руссільйон до Франції, яка підтримала Князівство Каталонія в повстанні проти іспанської корони. Західна Фландрія, приблизно еквівалентна сучасному французькому департаменту Норд, також була відмовлена. Аномалія договору полягала в тому, що, хоча всі села в Руссільйоні були передані до Франції, Львівія вважалася містом, і тому Іспанія до сьогодні зберігає її як ексклав 3 кілометри(2 милі) у Францію. Договір був підписаний на Фазанському острові, незаселеному, необслугованому острові в річці Бідасоа між французькою комуною Андай та іспанською муніципалією Ірун. Обидва поселення, а також, і їхні країни, приймали суверенітет острова протягом шести місяців щороку. Після поразки Філіппа IV від Іспанії Марія-Тереза Австрії, немовля Іспанії, була одружена з королем Франції Людовиком XIV.

### XVIII століття

Картина Франсіско Гойї, третього травня 1808 р. (1814 р.), На якій зображені французькі солдати, які вбивають цивільних осіб, що захищають Мадрид.

У 1701 р., Після смерті останнього короля Іспанії Габсбургів Карла II, французький будинок Бурбонів на чолі з Людовиком XIV подав претензію на іспанський престол. Війна закінчилася тим, що Бурбон Філіп V був визнаний королем Іспанії. Будинок Бурбона залишається на іспанському престолі і донині.

### XIX століття
Революційна Франція та Бурбонська Іспанія підписали Договір у Сан-Ільдефонсо у 1796 р., як частину їх спільної протидії Британії. Відносини напружилися після поразки в 1805 році в битві при Трафальгар, і в 1808 році французький імператор Наполеон назвав свого брата Йосифа королем Іспанії як частину плану наблизитися до вторгнення союзника Британії, Португалії. Бурбонський король Фердинанд VII був ув'язнений Наполеоном, але все ще залишався визнаним противниками Наполеона іспанським монархом. Він повернувся на престол у 1813 році після перемоги Іспанії, Великої Британії та Португалії у Піренейській війні.

### XX століття

#### Після націоналістичної перемоги в громадянській війні в Іспанії та спалаху Другої світової війни 1939—1945 років

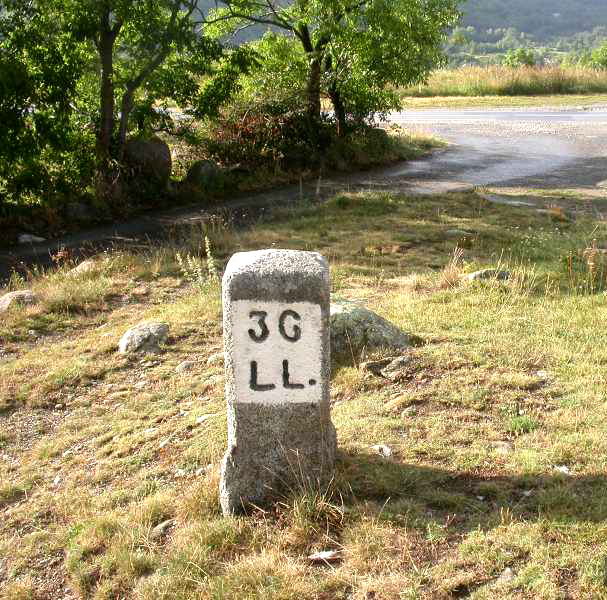
Прикордонний камінь між Францією та ексклавним іспанським містом Лібіа. Після укладеної угоди, яка дозволила переможеній республіканській армії контролювати місто, Франція дозволила Іспанії контролювати їх.

Коли націоналістичні сили генерала Франсіско Франко перемогли в кінці Громадянської війни в Іспанії в 1939 р., було обговорено Лібію, невелике іспанське місто 3 км (2 милі) в Францію, ставши територією розгромленої республіканської армії. Жодного висновку не було досягнуто, і французька влада дозволила націоналістам окупувати Лібію.
Франція орієнтовно підтримувала іспанських республіканців під час громадянської війни і мусила скорегувати свою зовнішню політику щодо Іспанії на факт неминучої перемоги націоналістів. 25 лютого 1939 р. Франція та франкістська Іспанія підписали Угоду Берард-Хордана, за якою Франція визнала уряд Франко легітимним урядом Іспанії та погодилась повернути іспанську власність різного типу (включаючи, серед іншого, зброю та боєприпаси, золоті запаси, мистецтво та худобу), що раніше перебувало у володінні республіканців, націоналістам. Натомість новий іспанський уряд погодився на добросусідські відносини, колоніальну співпрацю в Марокко та висловив неофіційні запевнення щодо репатріації понад 400 000 біженців, які втекли з Каталонського наступу націоналістів у Францію на початку 1939 року. Філіп Петен, пізніше лідер режиму Віші під час німецької окупації Франції, став послом Франції в новому іспанському уряді. Пізніше Іспанія розриває Угоду Берарда-Хордана, коли вступає до Антикомінтернського пакту та наступне узгодження з німецькими та італійськими фашистами призвели до військового нарощування в колоніальному Марокко, незважаючи на обіцянки про кооперативну політику в цій галузі. Однак Іспанія не бажає втягуватися у Другу світову війну і заявила про свої наміри залишатися нейтральними щодо німецьких експансіоністських проектів до Франції ще на Судетській кризі 1938 року. Цей скептицизм до іспанської участі від імені Німеччини був ще посилений, коли іспанський уряд отримав звістку про співпрацю Німеччини з Радянським Союзом, який раніше був прихильником іспанських республіканців під час громадянської війни в рамках пакту Молотова — Ріббентропа 1939 року. Хоча Іспанія залишалася нейтральною, іспанським добровольцям було дозволено воювати на боці Країн Осі у складі німецької «Блакитної» 250-ї піхотної дивізії.
З відновленням французького уряду в останній частині Другої світової війни відносини між Іспанією та Францією стали більш складними. Іспанські комуністи-вигнанці проникли на північ Іспанії з Франції через Баль-д'Аран, але були відбиті армією Франко та поліцією. Кордон між двома країнами французи тимчасово закрили у червні 1945 року.

#### Між світовою та холодною війнами 1945—1949 років
Кордон між Францією та Іспанією був закритий на невизначений термін 1 березня 1946 року після страти комуністичного повстанця Крістіно Гарсія в Іспанії. Уряд Франко розкритикував цю акцію, коментуючи, що багато біженців з Франції використовували один і той же кордон для втечі для безпеки в Іспанії під час війни. Через кілька днів після закриття кордону Франція випустила дипломатичну ноту зі Сполученими Штатами та Великою Британією із закликом до формування нового тимчасового уряду в Мадриді. Крім того, раніше тісні стосунки Іспанії з Італією та нацистською Німеччиною викликали підозри та звинувачення. Деякі нацистські та французькі колабораціоністи втекли до франкістської Іспанії після закінчення війни, особливо П'єр Лаваль, який був переданий союзникам у липні 1945 року. В одному з доповідей Франції було зазначено, що 100 000 нацистів і колабораціоністів були захищені в Іспанії. Радянський Союз заявив, що в країні налічується 200 000 націстів, і що Франко виготовляв ядерну зброю і мав намір вторгнутись у Францію в 1946 році.

#### Режим Франко під час холодної війни 1949—1975 років
З настанням холодної війни відносини поступово покращувалися. Піренейський кордон був знову відкритий у лютому 1948 року. Через кілька місяців Франція (разом з Британією) підписала комерційну угоду з урядом Франко. Відносини ще більше покращилися в 1950 році, коли уряд Франції, стурбований міжнародної підривною діяльністю, змусив Комуністичну партію Іспанії покинути Францію.
Франко-іспанські відносини стануть більш напруженими з приходом до влади Шарля де Голля, особливо коли французький генерал Рауль Салан знайшов притулок серед фалангістів Іспанії протягом шести місяців у 1960–61 роках. Незважаючи на це, були здійснені деякі комерційні відносини, у квітні 1963 року міністр фінансів Франції відвідав Мадрид, щоб укласти новий комерційний договір. Тим не менш, безсумнівно, що агресивна риторика, яку Франко і де Голль застосовували один проти одного, не покращила відносин між країнами.

#### Постфранківська Іспанія, 1975—2000
Коли Іспанією керував генерал Франсіско Франко, французи вважали, що напади ЕТА спрямовані на повалення уряду Франко, і не відчували себе мішенню ЕТА. Причиною цього стала допомога, яку Франко надав терористичній організації OAS, і через те, коли ETA почала вбивати людей де Голль, дав їм притулок у французькій країні Басків, так званій Le Sanctuaire. Однак, коли напади продовжилися і після смерті Франко, Франція розпочала співпрацю з іспанським урядом проти ЕТА.

### XXI століття

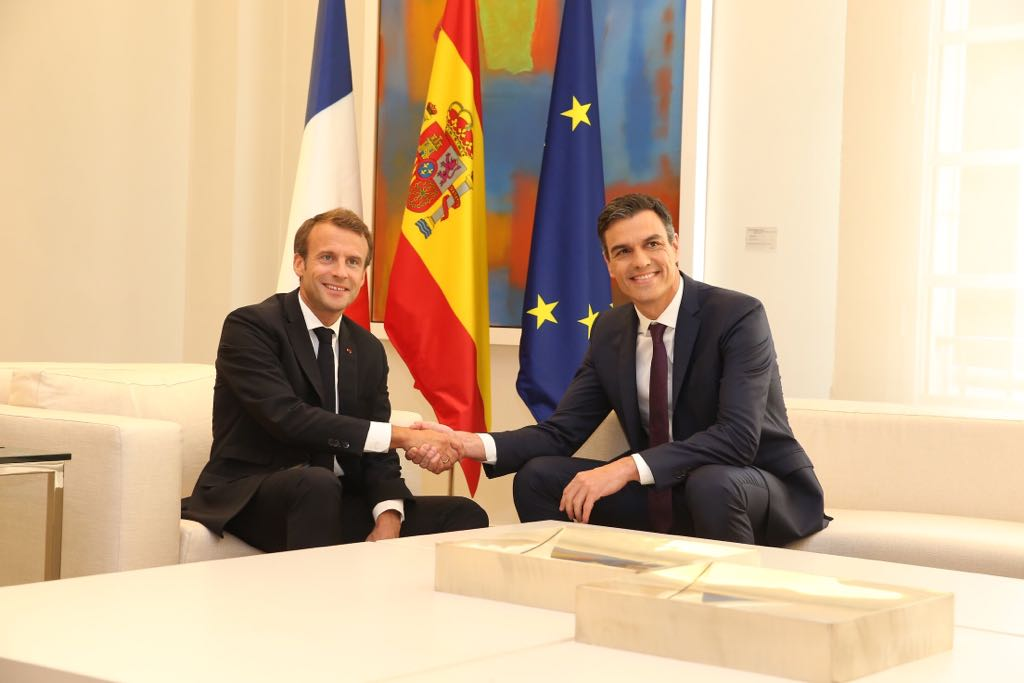
Прем'єр-міністр Іспанії Педро Санчес та президент Франції Еммануель Макрон зустрілися в палаці Монклоа в Мадриді ; 26 липня 2018 року.

В останні роки через покращення економіки в Іспанії баланс між Францією та Іспанією дещо змінився. Баланс змінився також через лібералізацію іспанського суспільства після смерті Франка в 1975 році.
Франція є одним з найбільших торгових партнерів Іспанії. У березні 2015 року Філіпп VI з Іспанії вибрав поїздку до Франції як перший дипломатичний візит з моменту вступу. Візит широко розцінювався як спосіб задоволення відмінних двосторонніх відносин між Францією та Іспанією.

## Група G6

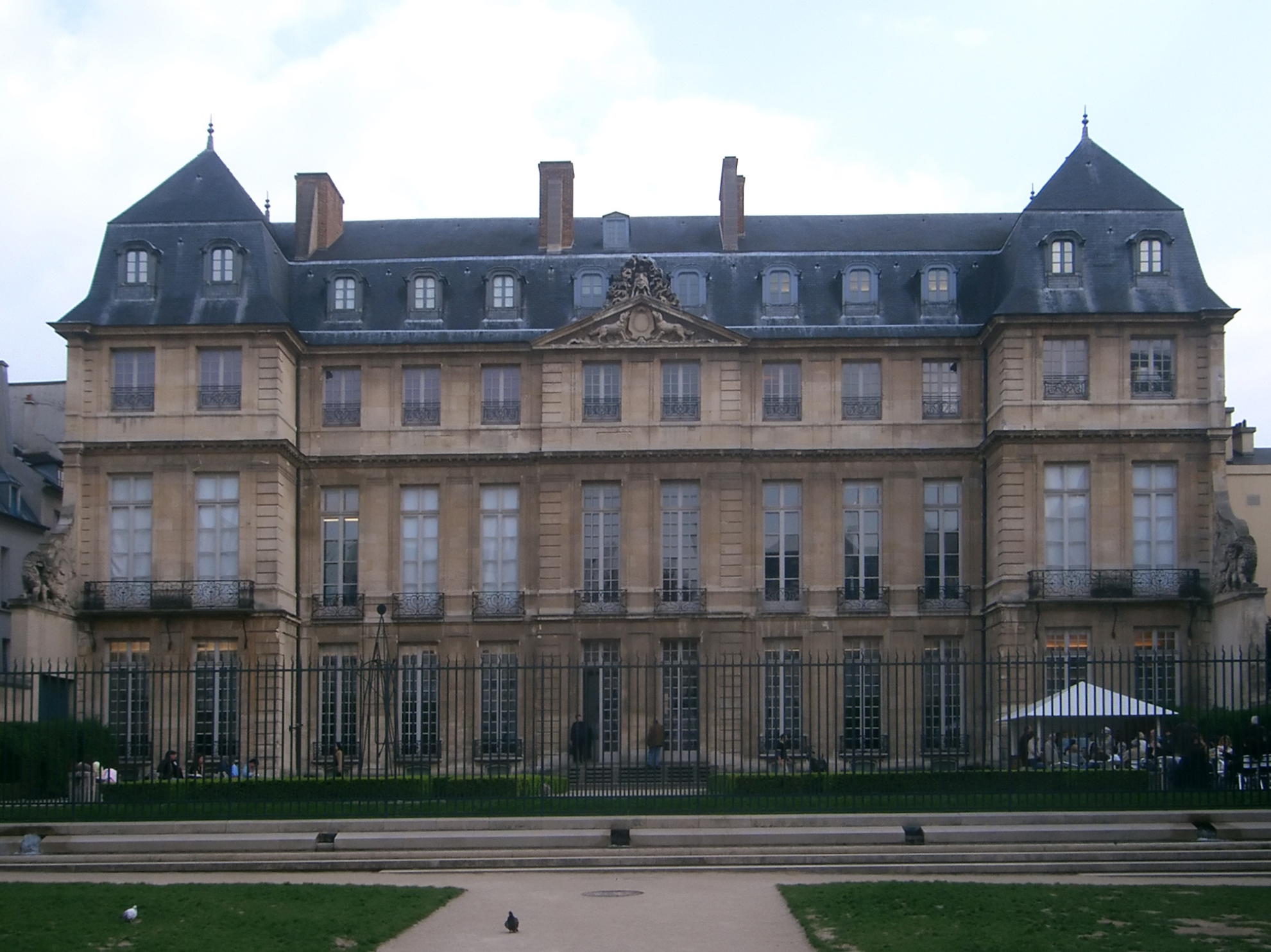
Музей Пікассо у столиці Франції, Парижі, працював іспанський художник Пабло Пікассо, який проживав в місті з 1901 року до своєї смерті в 1973 році.

Іспанія та Франція разом з Німеччиною, Італією, Великою Британією та Польщею є членами G6, групи 6 найважливіших країн Європейського Союзу . Через G6 Франція та Іспанія співпрацюють у галузі оборони, економічного розвитку та європейської конституції .

## Культурний обмін
Видання Євростат підрахувало, що в Іспанії проживають 122 385 громадян Франції, а у Франції — 128 000 громадян Іспанії а також, за підрахунками, у Франції народилося 144 039 осіб. Громадянська війна в Іспанії і негаразди відразу після того, як спонукали іспанську міграцію до більш розвиненої та демократичної Франції, у якої після Другої світової війни був дефіцит робочої сили. Іспанський художник Пабло Пікассо, який проживав у французькій столиці-Парижі з 1901 року, відмовився від натуралізації незабаром після того, як Франко взяв під контроль Іспанію, але залишився в Парижі до своєї смерті в 1973 році.

## Постійні дипломатичні представництва

### Франції в Іспанії
• Мадрид (посольство)
• Барселона (Генеральне консульство)
• Більбао (Генеральне консульство)
• Севілья (Генеральне консульство)
Іспанії в Франції:
• Париж (посольство)
• Байонна (Генеральне консульство)
• Бордо (Генеральне консульство)
• Ліон (Генеральне консульство)
• Монпельє (Генеральне консульство)
• Марсель (Генеральне консульство)
• По (Генеральне консульство)
• Перпіньян (Генеральне консульство)
• Страсбург (Генеральне консульство)
• Тулуза (Генеральне консульство)

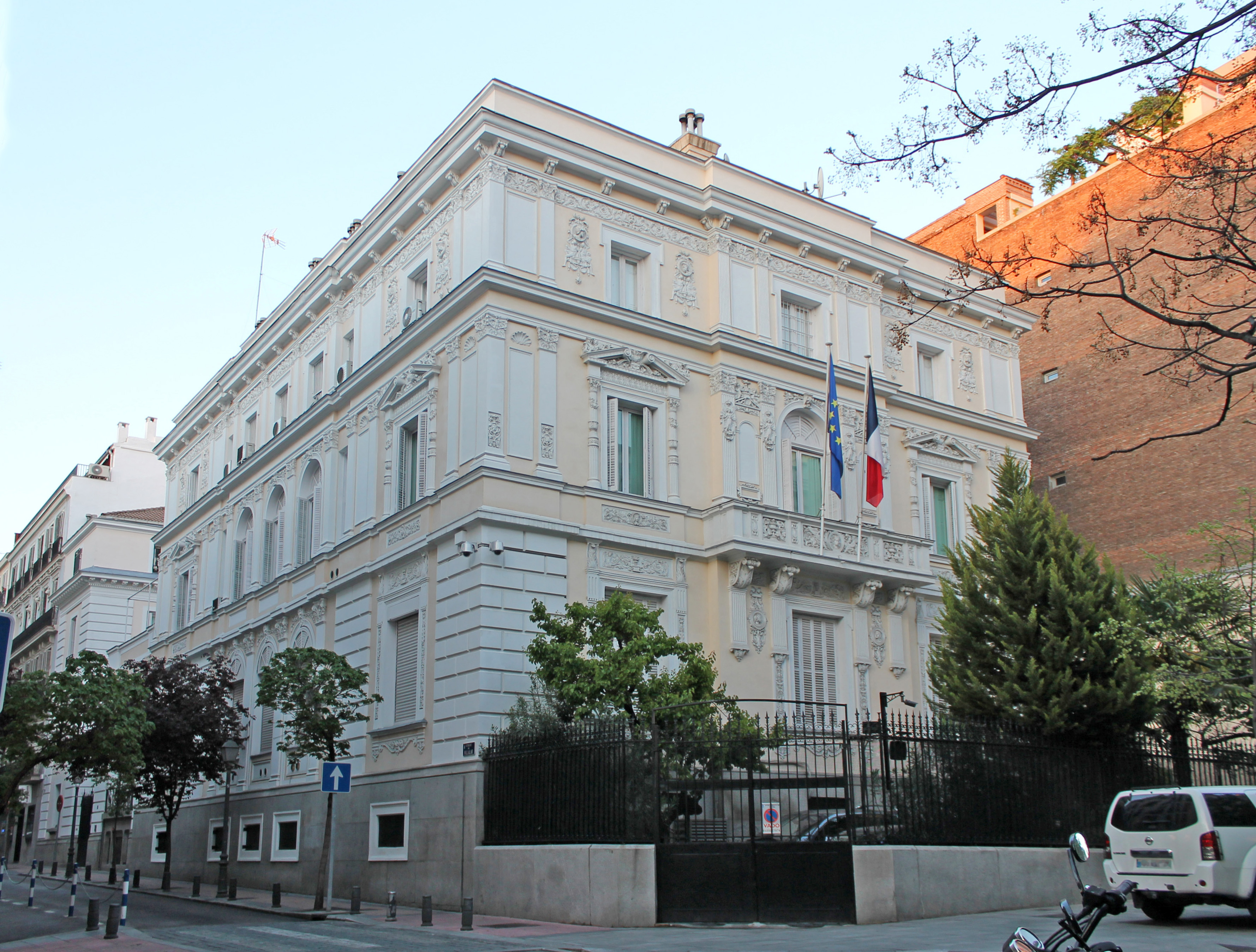
Посольство Франції в Мадриді
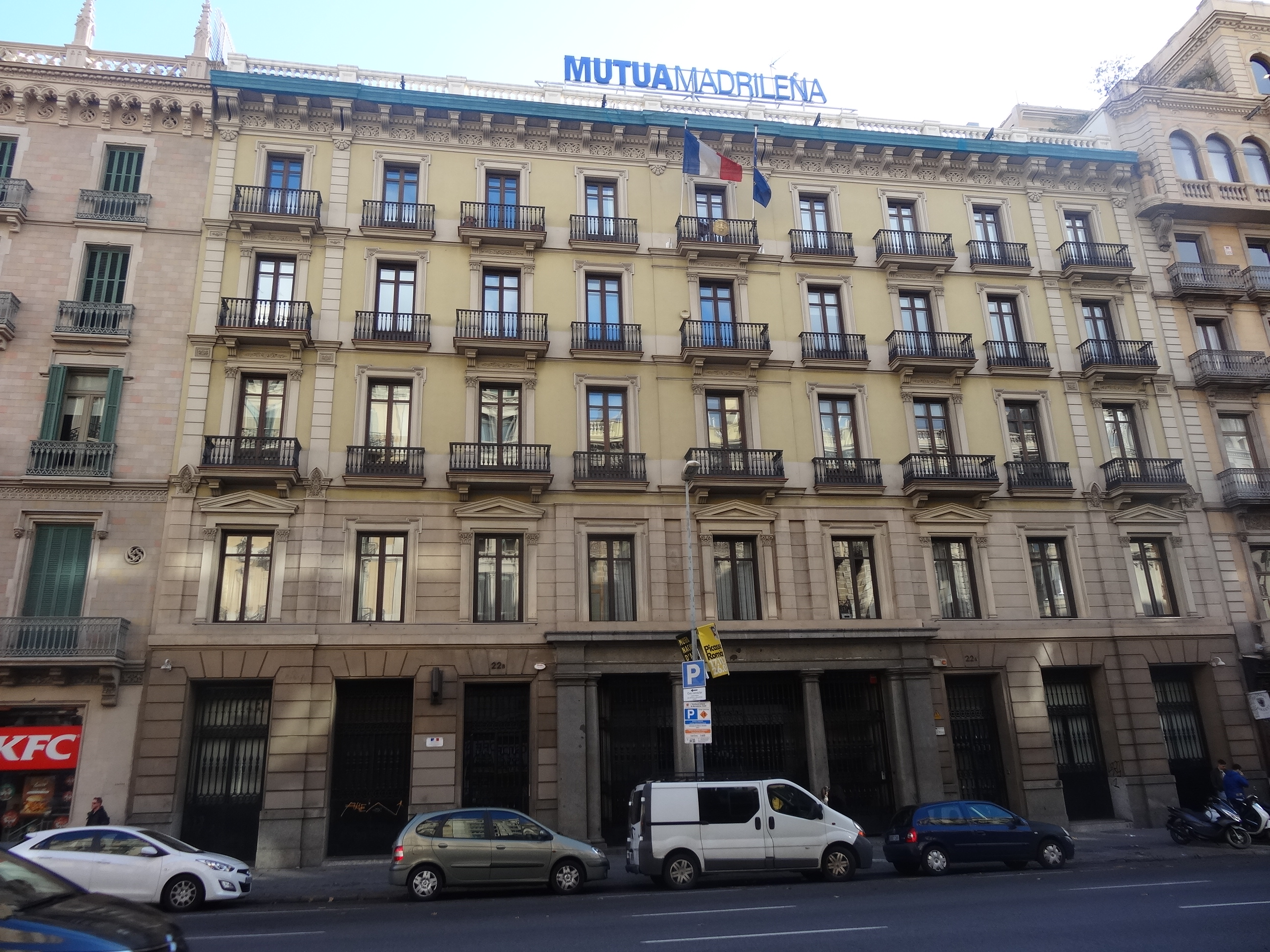
Генеральне консульство Франції в Барселоні
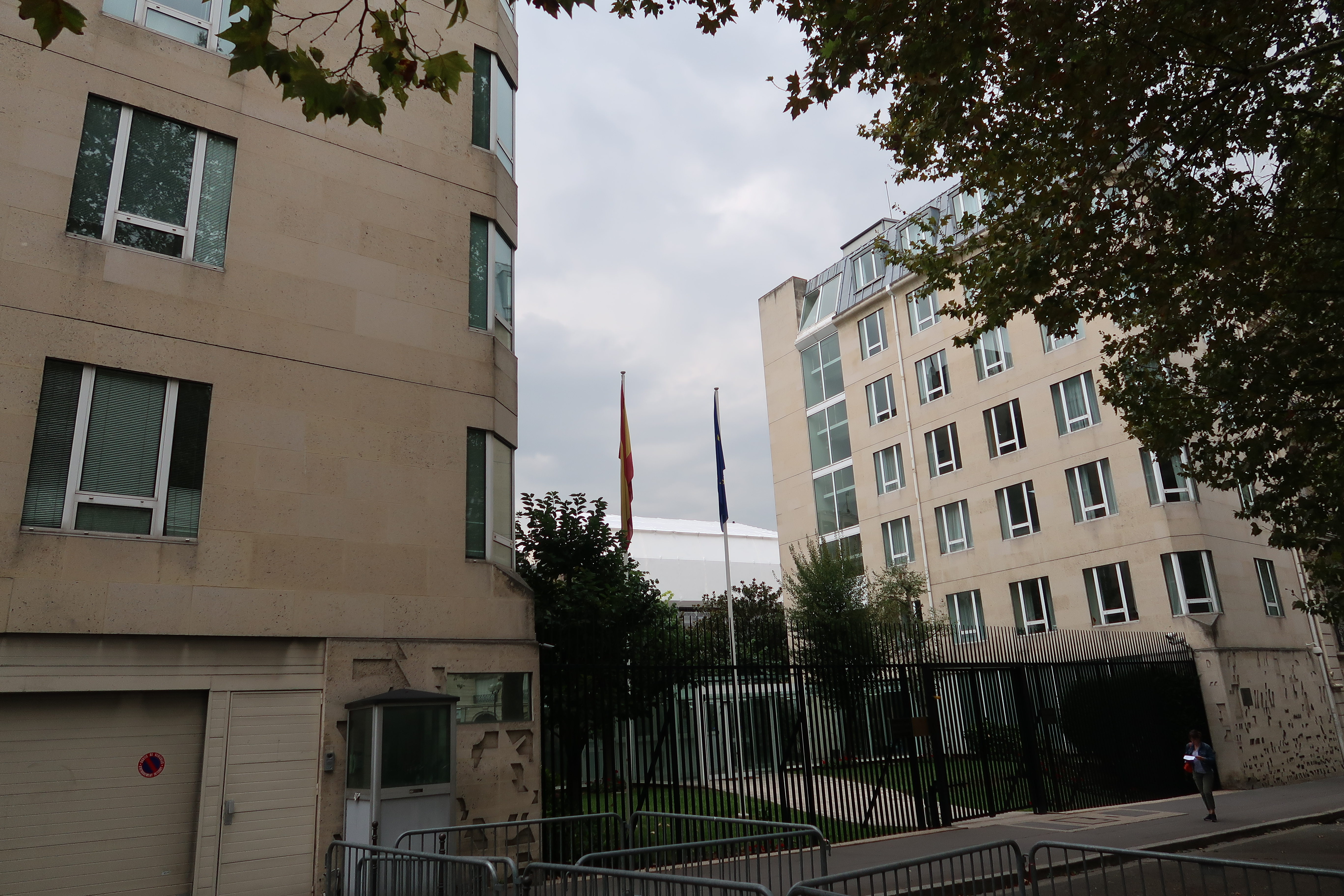
Посольство Іспанії в Парижі
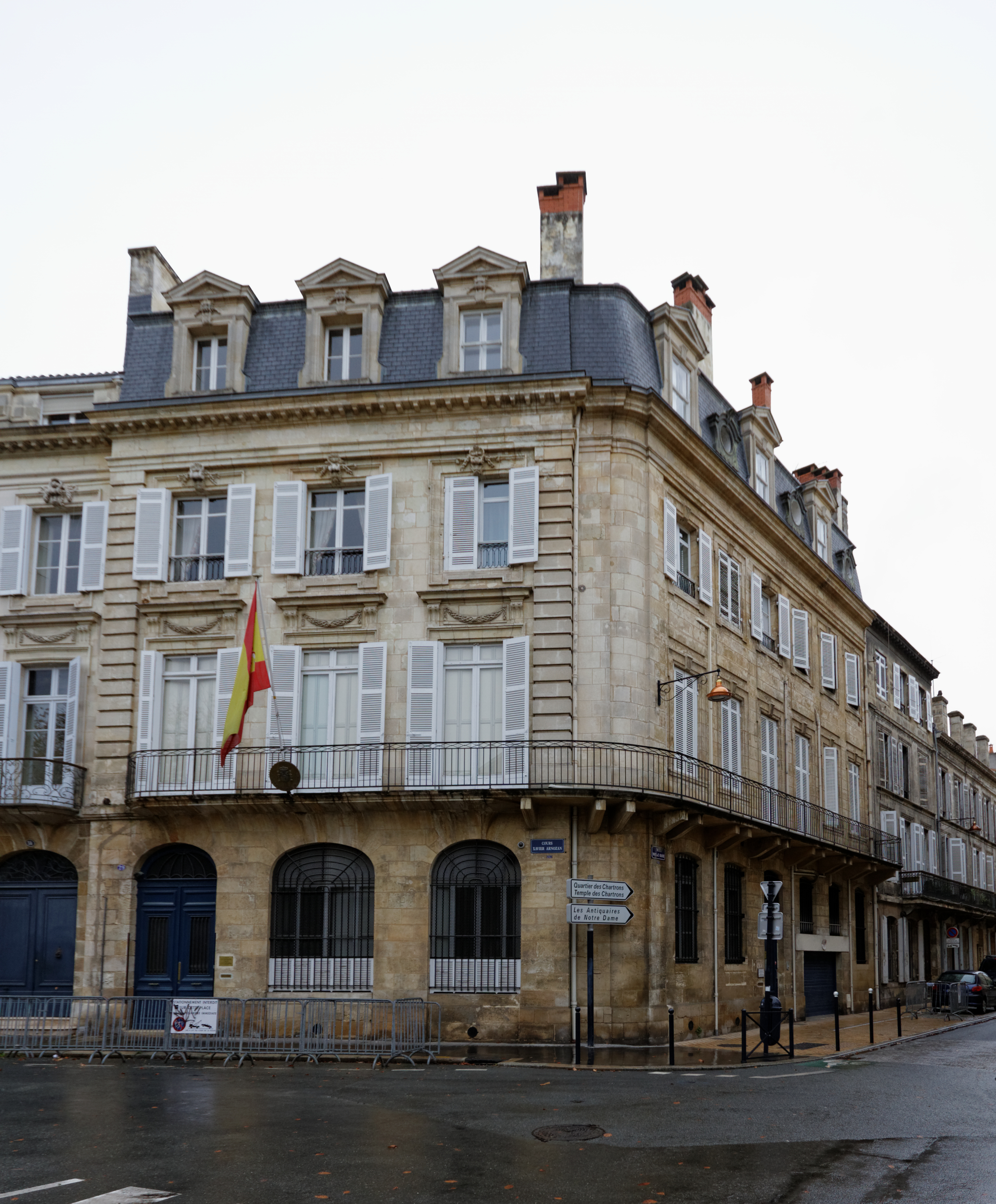
Генеральне консульство Іспанії в Бордо
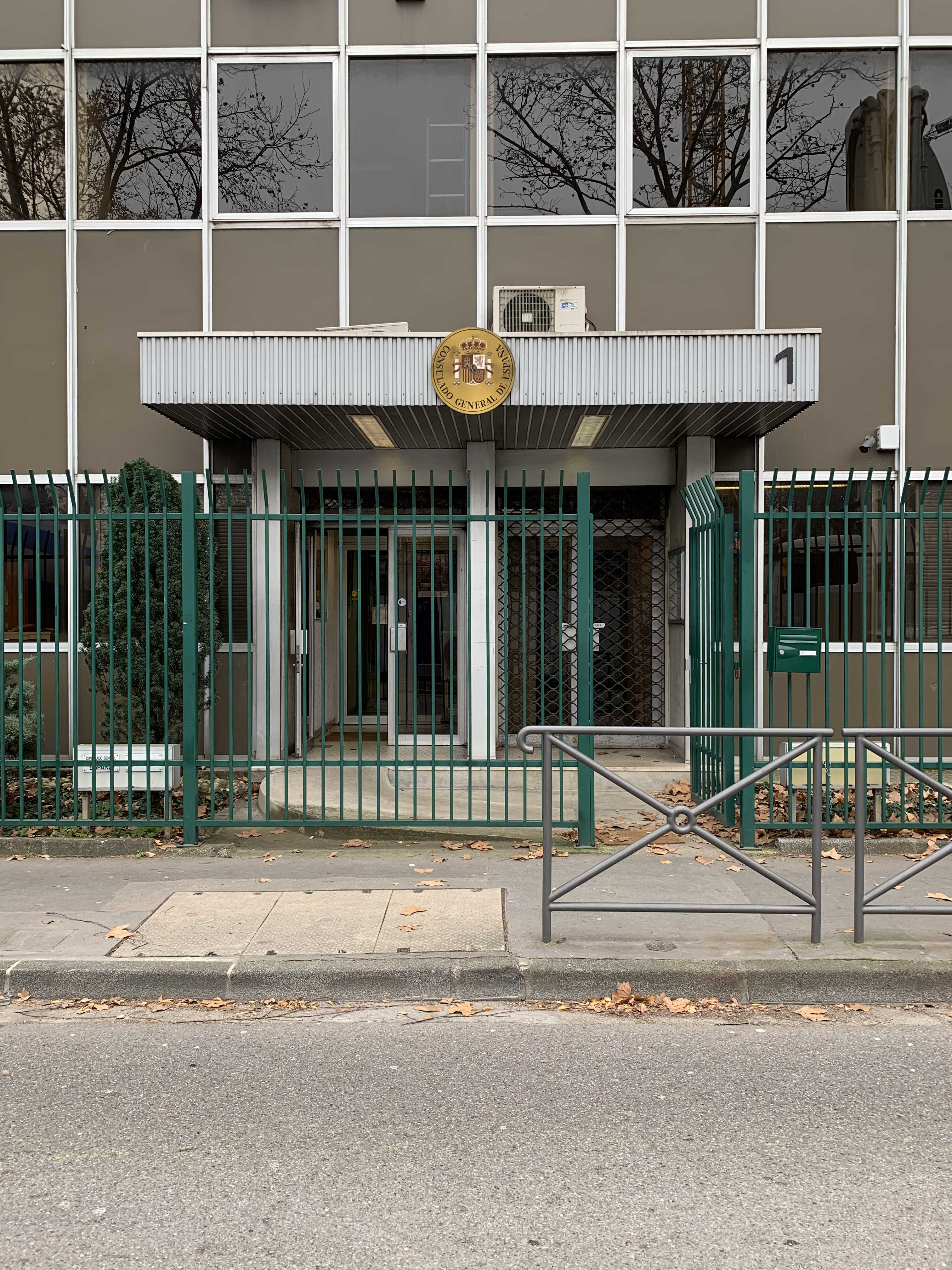
Генеральне консульство Іспанії в Ліоні